# 체인지업

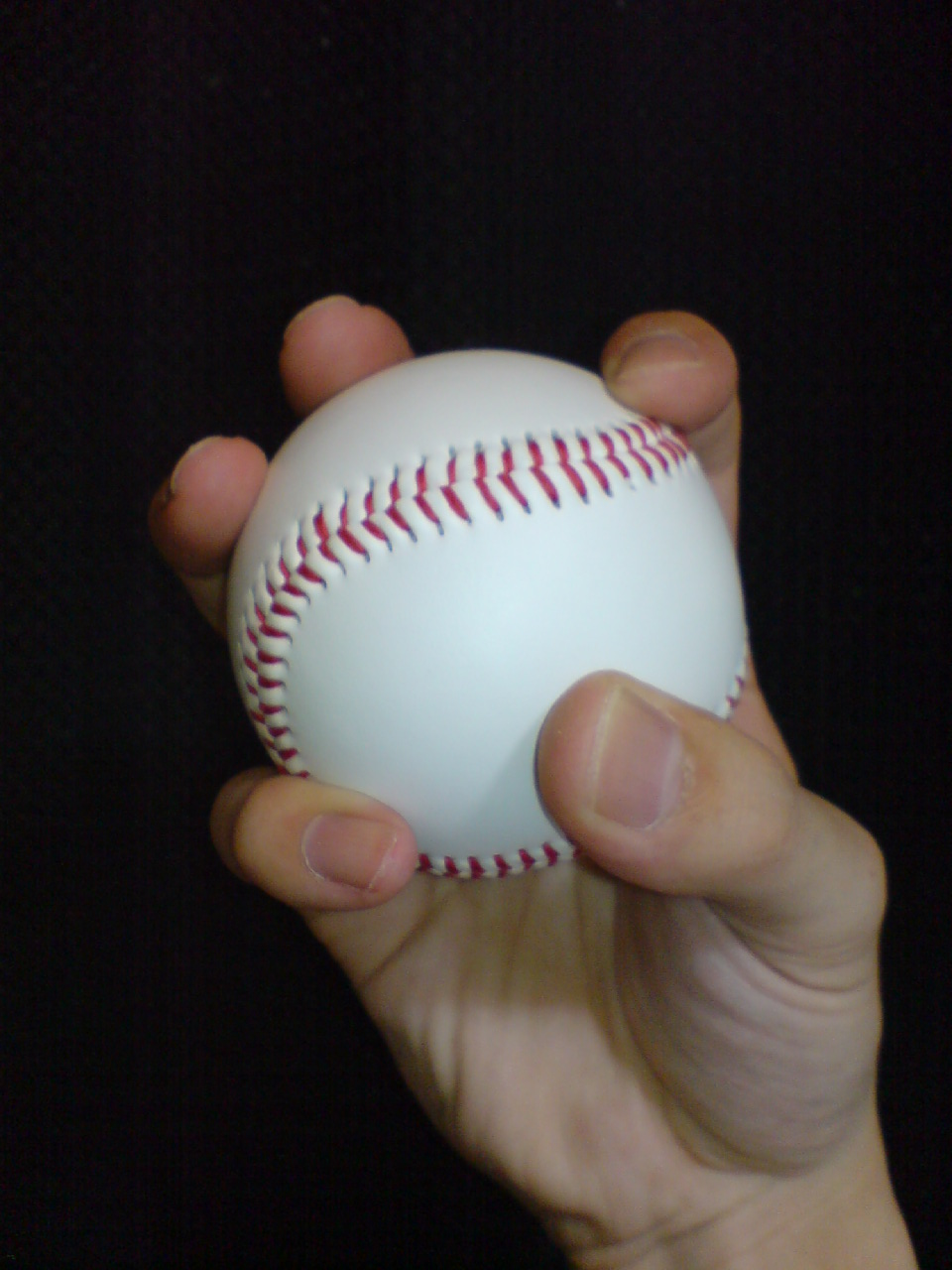
체인지업의 공 잡는 법

체인지업(changeup)은 야구에서 투구의 구종 중 하나이다.

## 특징
속구를 던지는 것처럼 보이지만 실제로는 이보다 시속 12~20km 정도 공이 느리게 날아가도록 하는 것이다. 즉, 투구 동작과 투구 시 팔의 속도는 속구와 같지만 타자에게 날아오는 공은 훨씬 느리다. 그래서 좋은 속구를 가진 투수들이 체인지업을 잘 던지면 큰 효과를 얻을 수 있다. 타자는 타이밍을 맞추고, 투수는 그 타이밍을 뺏는 현대 야구의 타이밍 싸움에서 체인지업은 투수가 효과적으로 활용할 수 있는 구종이다. 만약 빠른 속구로 스트라이크를 던져 유리한 볼카운트를 만들고 체인지업을 사용한다면 대부분의 타자들이 타이밍을 맞추지 못하고 헛스윙을 하고 만다. 하지만, 공이 한가운데로 몰릴 경우 밋밋한 느낌을 주는 배팅볼과 비슷하게 되어 장타를 맞을 가능성이 큰 구질이다.
체인지업은 검지와 중지로 실밥을 잡아채는 속구와는 달리 중지와 약지로 회전을 준다. 순간적으로 회전이 많이 걸린 것처럼 보이지만 던지는 순간과 직후에만 속구처럼 보이며 서서히 가라앉기 때문에, 타자는 공을 쳐내기 위해 몸이 앞으로 쏠리게 되거나 공을 배트 중심에 맞추지 못하고 헛스윙을 한다.
던질 때 직구와 같은 투구폼으로 던져야 한다. 투수가 체인지업을 던질 때의 습관이나 버릇을 상대팀 타자에게 노출하면, 그 투수의 체인지업은 타자에게는 체인지업이 아니라 평범한 배팅볼 수준의 느린 패스트볼일 뿐이다.
TV 화면으로 볼 때 속도 차이를 느끼기는 어렵지만 공이 타자 근처에서 부드럽게 떨어지는 것을 확인할 수 있다.

## 종류
체인지업은 서클 체인지업, 쓰리-핑거 체인지업, 손끝 체인지업, 킥 체인지업 그리고 팜볼로 나뉜다.